# Гильбира
Гильбира́ (бур. Гэльбэрэ) — улус в Иволгинском районе Бурятии. Входит в сельское поселение «Гильбиринское».

## География
Улус расположен на левом берегу реки Гильбири в 6 км к юго-западу от центра сельского поселения — улуса Хурамша и 3 км от села Кокорино. В 9 км к юго-востоку от улуса — станция Оронгой на железнодорожной линии Улан-Удэ — Наушки.

## Население
| 2002 | 2010 |
| ---- | ---- |
| 84   | ↗93  |

В 2011 г. население улуса составляло 192 чел. при числе дворов — 30.

## Достопримечательности
- Шэнэhэтэ-обоо — священная местность, лиственничный массив посреди степи в Кокоринском заказнике (охрана серой цапли).